# Old World ROM
Old World ROM è un termine usato per indicare l'architettura di avvio del sistema implementata da Apple nei primi computer Macintosh. Si riferisce in particolare a delle componenti ROM fisiche contenenti il codice necessario al funzionamento del sistema.
Tali componenti sono stati impiegati su tutti i primi modelli della gamma, dal 1984 fino all'avvento dell'iMac (1998), quando sono state sostituite da un'architattura diversa chiamata New World ROM. Si usa applicare il nome di “Old World” anche alle prime generazioni dei Power Mac “beige” (1997) basati su interconnessione di componente periferica (PCI), ma non ai vecchi Mac basati su Motorola 68000; tuttavia la Toolbox funziona allo stesso modo su tutti e due i tipi di macchine.

## Descrizione
I Power Mac basati su PCI con Old Word ROM contengono un'implementazione della tecnologia Open Firmware e una copia della Macintosh Toolbox come dispositivo Open Firmware. Sono installate in maniera predefinita, avviando la normale procedura di attivazione del Macintosh.
Tutti i Power Mac emulano una CPU 68LC040 dentro un nano kernel. Tale emulatore viene poi usato per avviare la Toolbox (basata prevalentemente su microprocessori Motorola 68000) e per supportare applicazioni scritte per i 68K. Una volta che la Toolbox è entrata in funzione, il computer avvia direttamente il MacOS.
Su tutte le macchine Old World ROM, una volta che la Toolbox è entrata in funzione, la procedura di avvio è la stessa. La Toolbox esegue un test della memoria, enumera i vari dispositivi MacOs installati (che variano da modello a modello) ed attiva lo schermo video. Successivamente controlla la presenza di un dischetto nella slot e scansiona tutti i bus SCSI alla ricerca di un disco di avvio, con la preferenza verso il disco di avvio presente nella memoria non volatile.
Quando viene trovato un disco avviabile e il Mac si accende, appare sullo schermo il logo Happy Mac e il controllo della macchina passa al MacOs. Se non viene trovato un disco avviabile appare l'icona Sad Mac e la procedura non va a buon fine. Sui Mac prodotti dopo il 1987 l'icona è accompagnata da un suono di campane a morto.
Dato che la procedura di avviamento avviene tramite la Toolbox, la maggior parte dei sistemi operativi dev'essere installata tramite il boot loader. I Mac che girano su  microprocessori a 68K devono avere MacOs già installato per poter caricare un altro sistema operativo (a memoria virtuale spenta). I Power Mac basati su PCI possono essere configurati per avviarsi dentro Open Firmware (consentendo al firmware stesso di caricare un boot loader), oppure possono usare un floppy disc preparato appositamente per ingannare la Toolbox nel caricare un kernel.
La maniera più semplice per individuare un Mac con Old World ROM è quella di osservare la porta hardware: se la porta USB non è di fabbricazione originale, il computer è un vero Old World ROM. Solo con l'apparizione dei New World ROM i Mac furono dotato di una porta USB di serie.